# Alianza de Demócratas
La Alianza de los Demócratas (AD; en sesoto: Lekhotla la Kopano ea Sechaba) es un partido político en Lesoto.

## Resultados electorales
| Elecciones | Votos  | %    | Escaños | +/–   | Status    |
| ---------- | ------ | ---- | ------- | ----- | --------- |
| 2017       | 42,686 | 7.34 | 9/120   | Nuevo | Oposición |
| 2022       | 20,798 | 4.04 | 5/120   | 4     | Gobierno  |